# Cixius setinervis
Cixius setinervis är en insektsart som beskrevs av Stsl 1855. Cixius setinervis ingår i släktet Cixius och familjen kilstritar. Inga underarter finns listade i Catalogue of Life.